# ペンタメローネ
ペンタメローネ（ペンタメロン/五日物語・Pentamerone）は、17世紀初めにナポリ王国の軍人・詩人であったジャンバティスタ・バジーレがジャン・アレッシオ・アッパトゥーティス（Gian Alessio Abbattutis）という筆名を用いて執筆したナポリ方言で書かれた民話集。死後の1634年－36年に刊行された。

## 概要
正式な書名は、『物語のなかの物語、すなわち幼いものたちの楽しみの場』（Lo cunto de li cunti）であるが、この物語の体裁のモデルとなったジョヴァンニ・ボッカッチョの『十日物語』にちなんで『五日物語』すなわち『ペンタメローネ』と呼ばれるようになった。大本の枠となる物語（枠物語）1話と1日分ごとに10の物語が5日分、合わせて全51話から成立している。枠物語と他の50話は一見すると、全く別の物語のように見えるが、実際には50話の語りと枠物語の展開が関連付けられて物語が進んでいく仕掛けとなっている。
ヨーロッパにおける最初の本格的な民話集で、「白雪姫」・「シンデレラ」・「長靴をはいた猫」など、後にシャルル・ペローやグリム兄弟によって取り上げられた物語の原形であると考えられている物語が多数採録されている。
独特のナポリ方言で書かれていたために、原典を読むことが困難であったが、1925年にナポリ方言に通じた歴史学者ベネデット・クローチェが現代イタリア語に翻訳して以後、広く内容が知られるようになった。

## あらすじ
ある国に今まで一度も笑ったことが無い王女「笑わない王女」ゾーザがいた。国王は娘を笑わせようとしてあれこれ手を尽くしたが上手く行かなかった。ある日、ゾーザは街中で少年と老婆が口喧嘩をして老婆が言い負かされる場面を目撃して生まれて初めての大笑いをした。ところが、老婆はこれに怒ってゾーザに呪いをかけ、「眠り王子」タッデオの呪いを解いて婿に迎えない限りは一生結婚することは出来ないとした。タッデオの呪いを解くには（王子が死んだものと勘違いされて葬られている）墓地の前にかかった壷を3日以内に涙で満たさなければならないというものであった。彼女は7年かけて王子の墓を見つけ出し、2日かけて壷一杯間近まで涙で満たした。ところが、泣きつかれてゾーザが眠りこけた時に通りかかった女奴隷のルチアが壷の中身に気づいて一泣きをしたところ、壷が涙で満杯になってタッデオが目覚め、ルチアが自分を救ってくれた人と信じて彼女を妃にしてしまったのである。失意のゾーザは旅の途中で会った妖精から授けられた魔法の木の実を用いてルチアに魔法をかけ、彼女がタッデオに面白い話が聞きたいとせがませるようにした。そこでタッデオは10名の口達者な女を呼び寄せて1日に1話ずつルチアに楽しい話を聞かせるように命じた。それが、ゾーザのルチアに対する復讐の始まりであることはゾーザ以外には誰も知らなかったのである。

## 物語
- そもそものはじめの物語

### 1日目
1. 鬼の話
2. 銀梅花（ミルテ）（英語版）
3. ペルオント（英語版）
4. ヴァルディエッロ
5. ノミ（英語版）
6. 灰かぶり猫（イタリア語: Cenerentola）
7. 商人の二人息子（英語版）
8. 山羊面（英語版）
9. 魔法の牝鹿（英語版）
10. 生皮をはがれた老婆（英語版）

- インテルメッツオ:るつぼ

### 2日目
1. ペトロシネッラ（英語版）
2. プリンス・ヴェルデプラート（英語版）（イタリア語: Verde Prato）
3. ヴィオーラ（英語版）
4. ガリューゾ
5. 蛇（英語版）
6. 牝熊（英語版）
7. 鳩（英語版）
8. 奴隷娘（英語版）
9. 南京錠
10. 隣人

- インテルメッツオ:染色

### 3日目
1. カンネテッラ（英語版）
2. 手なし娘（英語版）
3. 顔
4. サピア・リッカルダ（英語版）
5. コガネムシとネズミとコオロギ
6. ベッルッチア
7. コルヴェット（英語版）
8. びりっかす
9. ロゼッラ
10. 三人の妖精（英語版）

- インテルメッツオ:浴場

### 4日目
1. 雄鶏の石
2. 二人兄弟
3. 動物にされた三人の王様（英語版）
4. 七切れのベーコンの皮（英語版）
5. 竜（英語版）
6. 三つの王冠（英語版）
7. ふたつのケーキ（英語版）
8. 七羽の鳩（英語版）
9. カラス（英語版）
10. 傲慢の罰

- インテルメッツオ:鉤:

### 5日目
1. ガチョウ
2. 十二の月（英語版）
3. ピント・スマルト（英語版）
4. 金の根
5. 日と月とターリア（英語版）
6. サピア
7. 五人の息子
8. ニッニッロとネッネッラ
9. 三つのシトロン（英語版）
10. おしまいの話――はじめの話の結末

（この話だけ、代役でゾーザが語る）

## 翻案
2015年に本作を下敷きにしたマッテオ・ガローネ監督による映画『五日物語 -3つの王国と3人の女-』が作られた。

## 翻訳
- ジャンバティスタ・バジーレ 原作『ペンタメローネ「五日物語」』杉山洋子・三宅忠明 訳、大修館書店、1995年。ISBN 4-469-24369-8。
- ジャンバティスタ・バジーレ『ペンタメローネ 五日物語』 上、杉山洋子・三宅忠明 訳、筑摩書房〈ちくま文庫〉、2005年。ISBN 4-480-42131-9。
- ジャンバティスタ・バジーレ『ペンタメローネ 五日物語』 下、杉山洋子・三宅忠明 訳、筑摩書房〈ちくま文庫〉、2005年。ISBN 4-480-42132-7。
- 『ペンタメローネ 五日物語』塚田孝雄編集 (復刻版竜渓西欧古典叢書） 竜渓書舎, 1994.7